# Formación Green Point
La Formación Green Point es una Formación geológica en Terranova y Labrador. Preserva fósiles que data del  periodo Ordovícico.